# 県犬養阿野子
県犬養 阿野子（あがたいぬかい の あやこ、生没年不詳）は、平安時代前期の女官。姓は宿禰。

## 経歴
貞観11年（869年）1月、従五位下に叙された。他の事績は不明。正史にみえる県犬養氏最後の人物という。

## 官歴
『日本三代実録』による。
- 貞観11年（869年）1月8日：従五位下